# День територіальної оборони України
Де́нь територіальної оборони Украї́ни — свято України. Відзначається щорічно у першу неділю жовтня.

## Історія свята
Свято встановлено в Україні «… ураховуючи важливість територіальної оборони у забезпеченні обороноздатності  України…» згідно з Указом Президента України «Про День територіальної оборони України» від 30 вересня 2020 р. № 417/2020.

## Відзначення
Свято відзначається щорічно у першу неділю жовтня.

## Галерея

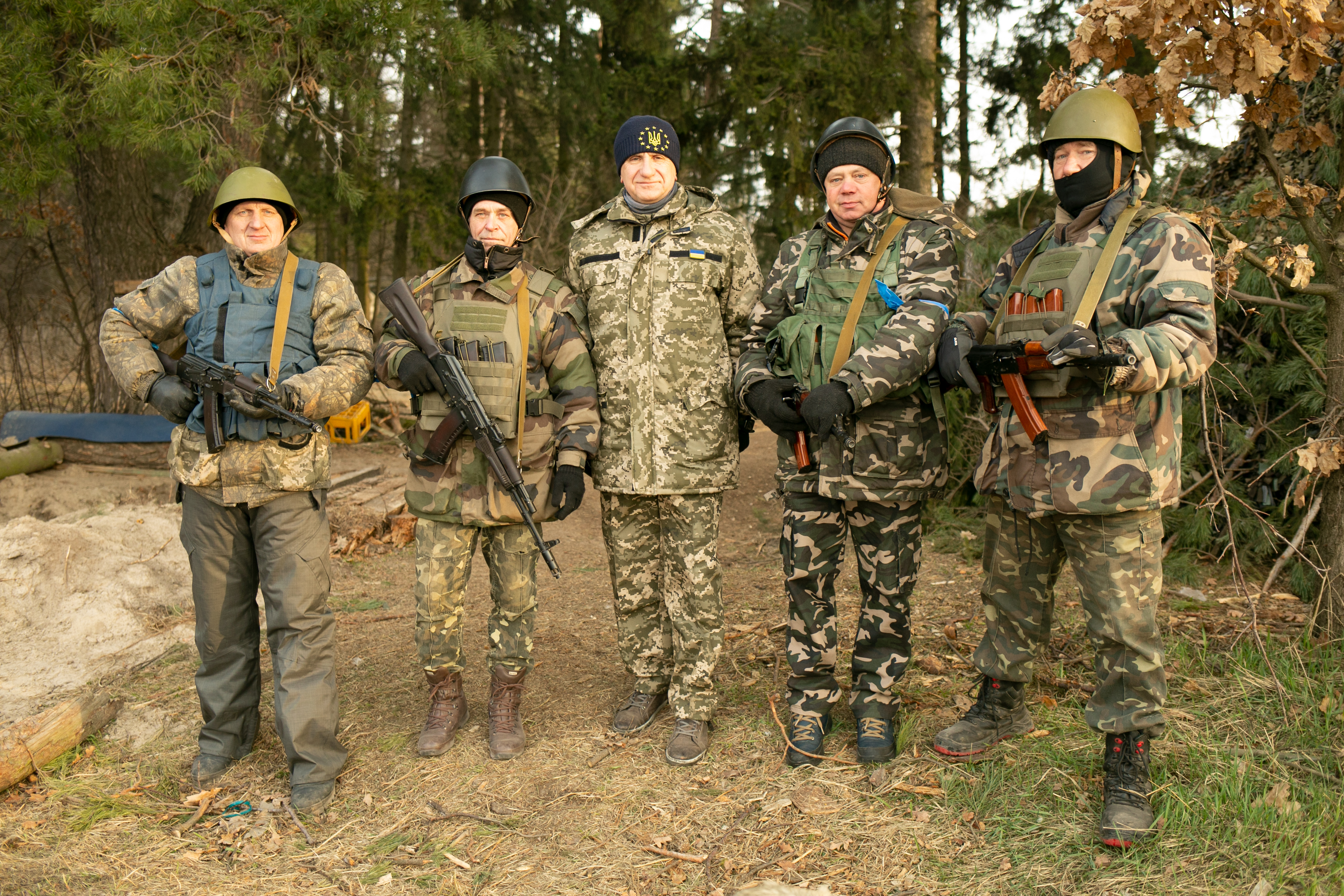
На захисті Київщини
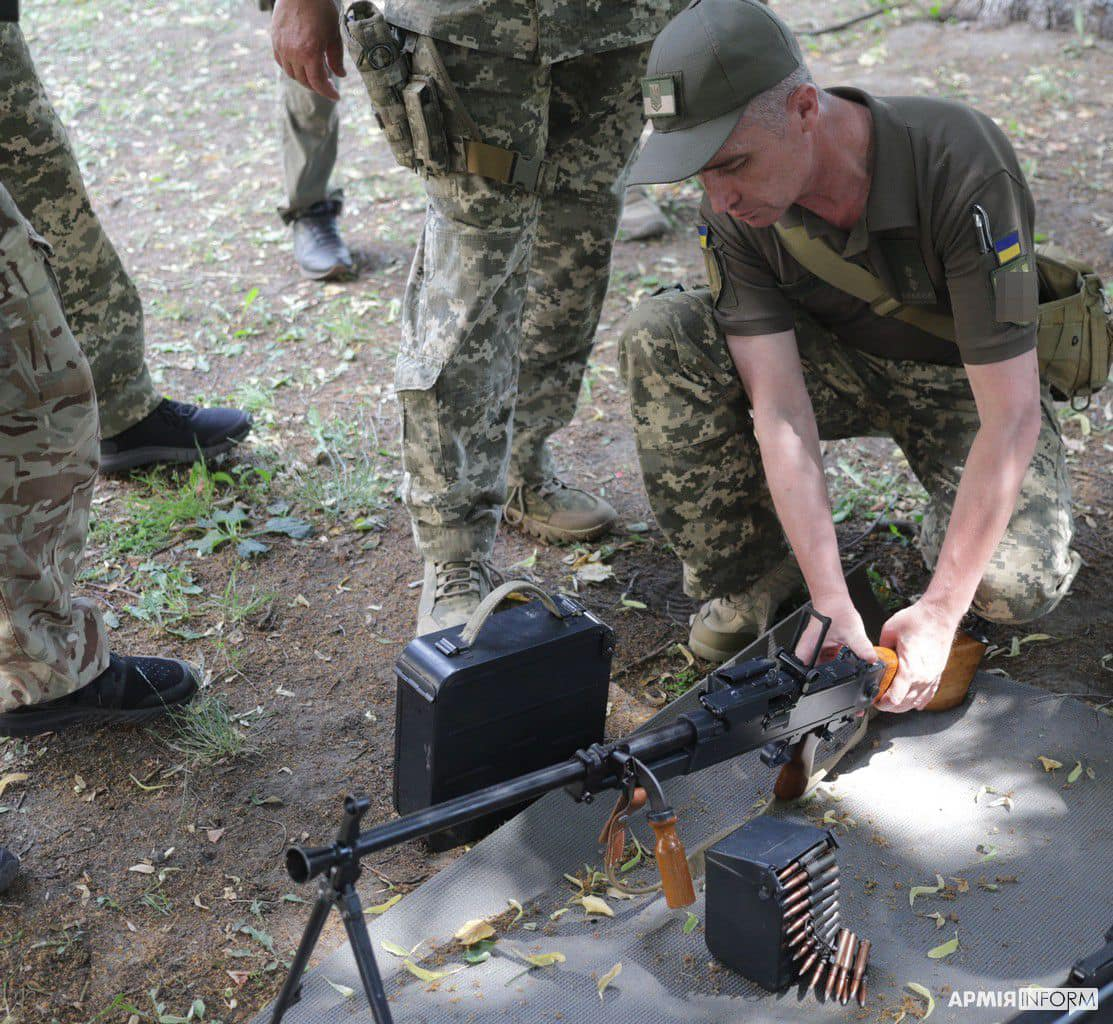
Освоєння нової зброї
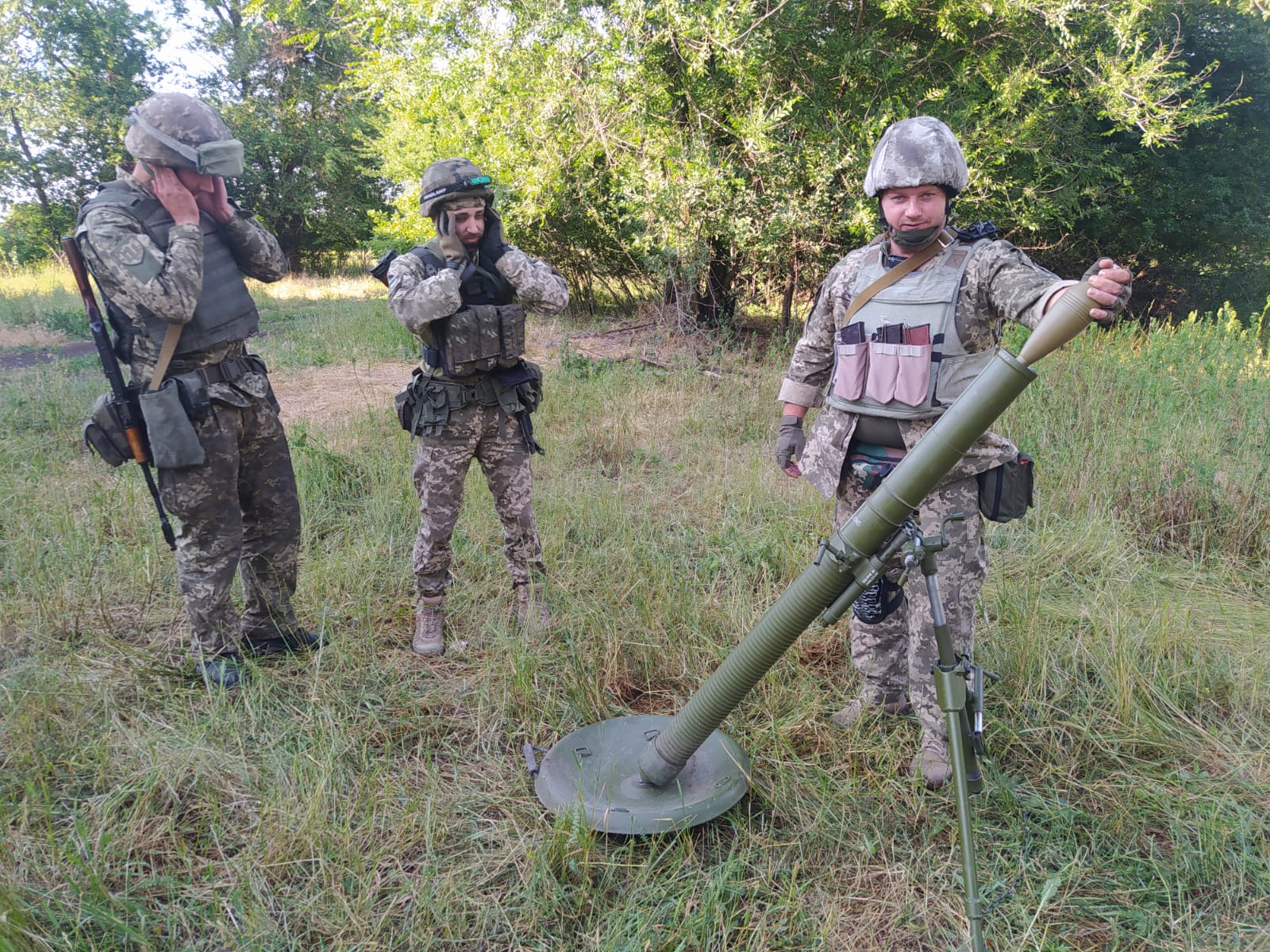
На захисті Запоріжжя
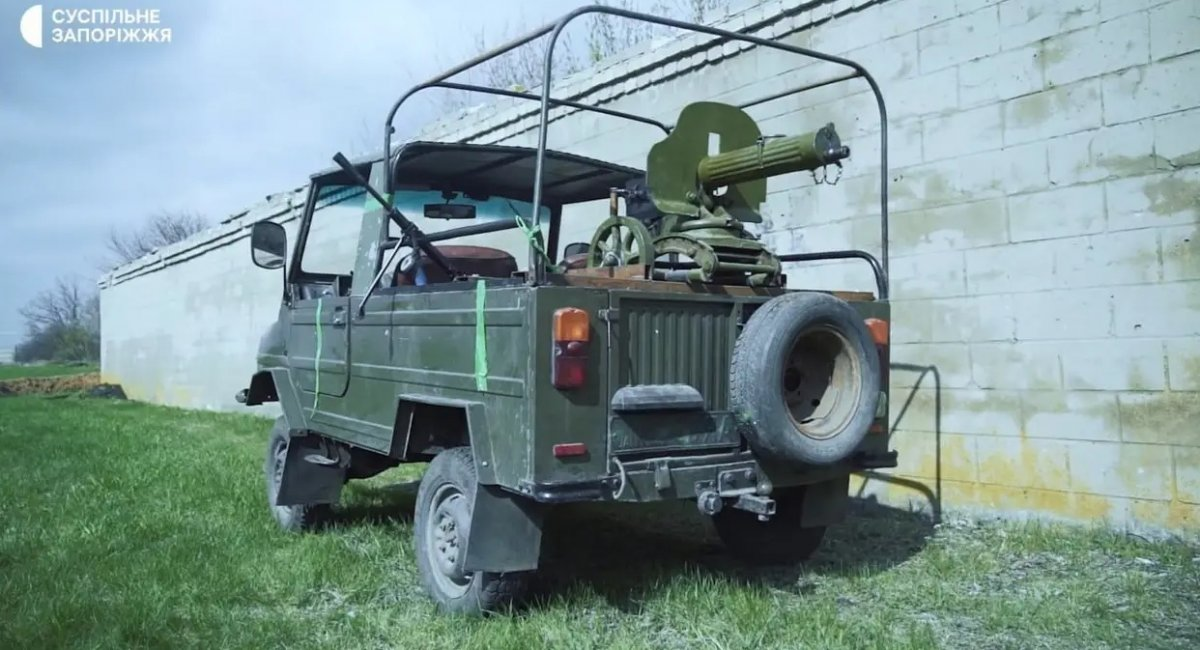
Новинки територіальної оборони
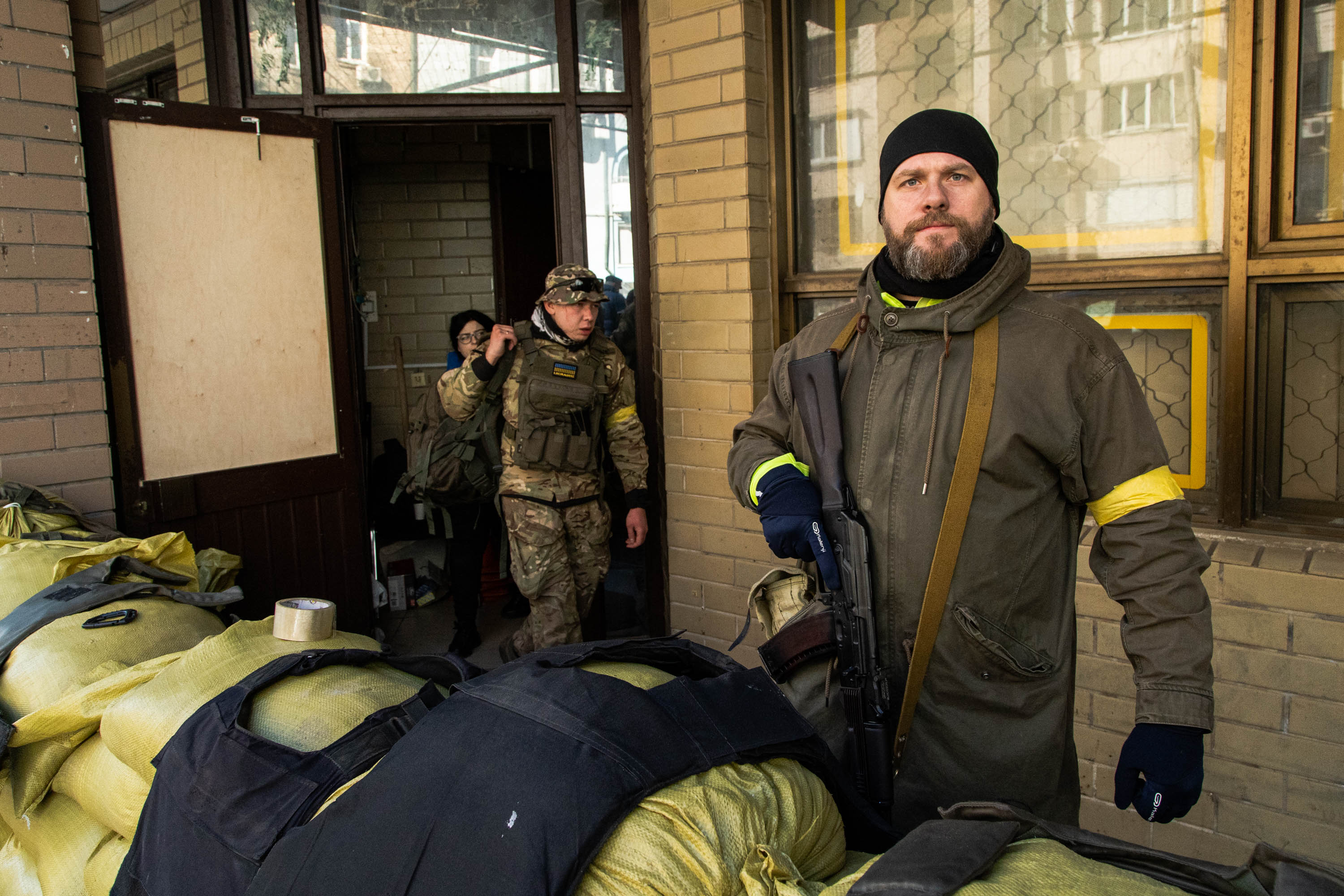
На захисті рідної України